# Faculté de mathématiques de l'université de Belgrade
La faculté de mathématiques de l'université de Belgrade (en serbe cyrillique : Математички факултет Универзитета у Београду ; en serbe latin : Matematički fakultet Univerziteta u Beogradu) est l'une des 31 facultés de l'université de Belgrade, la capitale de la Serbie. Sous sa forme actuelle, elle a été fondée en 1995. En 2013, son doyen est le professeur Miodrag Mateljević.

## Histoire

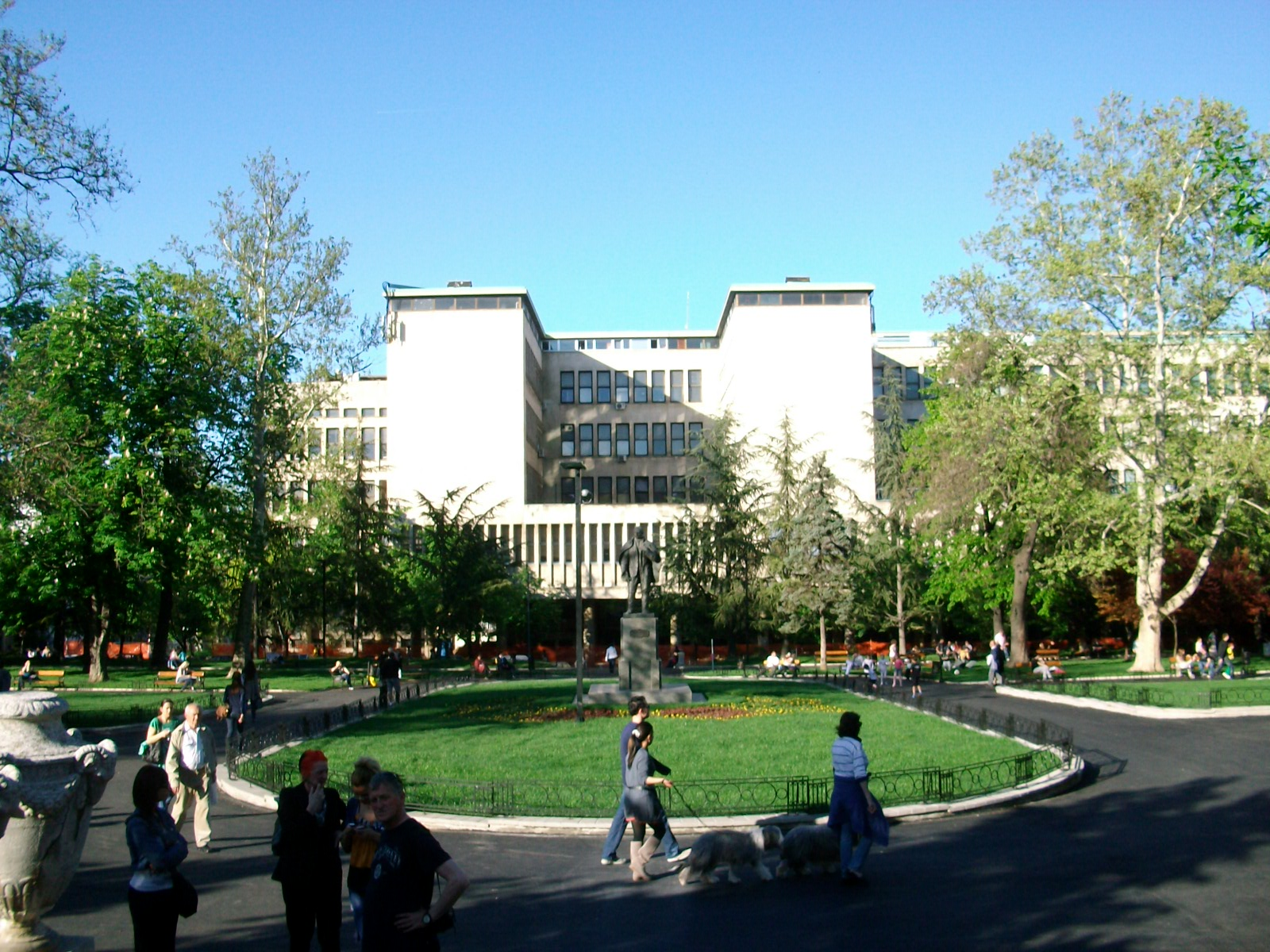
Le bâtiment de la faculté

## Organisation
La faculté est divisée en 13 départements :
- Département d'algèbre et de logique mathématique[5] ;
- Département d'astronomie[6] ;
- Département de probabilités et de statistique[7] ;
- Département de géométrie[8] ;
- Département des équations différentielles[9] ;
- Département d'informatique et des sciences de l'ordinateur[10] ;
- Département d'analyse complexe[11] ;
- Département de mécanique rationnelle ;
- Département de mathématiques numériques et d'optimisation[12] ;
- Département d'analyse mathématique[13] ;
- Département d'analyse réelle et fonctionnelle[14] ;
- Département de méthodologie pour l'enseignement des mathématiques[15] ;
- Département de topologie[16].

## Quelques personnalités
- Milosav Marjanović (né en 1931), mathématicien, académicien ;
- Aleksandar Ivić (1949-2020), mathématicien, académicien[17] ;
- Miloljub Albijanić (né en 1967), homme politique, ancien vice-président de l'Assemblée nationale de la république de Serbie.